# Cours-la-Ville
Cours-la-Ville là một xã thuộc tỉnh Rhône trong vùng Auvergne-Rhône-Alpes phía đông nước Pháp. Xã này nằm ở khu vực có độ cao trung bình 586 mét trên mực nước biển.